# Aziz Jahjah
Aziz Jahjah né le 25 avril 1980 à Roosendaal (Pays-Bas) est un kick-boxeur belgo-marocain.

## Biographie
Aziz naît aux Pays-Bas, grandit à Anvers et poursuit sa carrière de kick-boxeur à Breda dans le Golden Glory Gym. Le kick-boxeur est élu deux fois champion du monde dans le Muay Thai.
En 2005, il s'installe en Thaïlande et participe à la compétition internationale de muay thai IFMA.

## Titres
- 2004 Grand Tournoi de Kickboxing tournament champion
- 2003 WFCA Thaiboxing Heavyweight World title
- 2002 WFCA Thaiboxing -82 kg World title